# Gran Premio Città di Empoli
Il Gran Premio Città di Empoli è una corsa in linea maschile di ciclismo su strada che si svolge ogni aprile a Empoli, in Italia. Aperta a Elite e Under-23, è parte del calendario nazionale come gara di classe 1.12.

## Albo d'oro
Aggiornato all'edizione 2023.
| Anno      | Vincitore           | Secondo               | Terzo                   |
| --------- | ------------------- | --------------------- | ----------------------- |
| 1964      | Silvano Ciampi      |                       |                         |
| 1965-1974 | Non disputato       | Non disputato         | Non disputato           |
| 1975      | Ruggero Gialdini    |                       |                         |
| 1976      | Giorgio Zanotti     |                       |                         |
| 1977      | Graziano Salvietti  |                       |                         |
| 1978-1981 | Non disputato       | Non disputato         | Non disputato           |
| 1982      | Massimo Ghirotto    |                       |                         |
| 1983      | Roberto Gaggioli    |                       |                         |
| 1984      | Marcus Burns        |                       |                         |
| 1985      | Giuseppe Calcaterra |                       |                         |
| 1986      | Andrea De Mitri     |                       |                         |
| 1987      | Sandro Lerici       |                       |                         |
| 1988      | Giovanni Scata      |                       |                         |
| 1989      | Simone Borgheresi   |                       |                         |
| 1990      | Ennio Grava         |                       |                         |
| 1991      | Luboš Lom           |                       |                         |
| 1992      | Gianluca Brugnami   |                       |                         |
| 1993      | Giuseppe Bellino    |                       |                         |
| 1994      | Paolo Valoti        |                       |                         |
| 1995      | Giuseppe Di Grande  |                       |                         |
| 1996      | Vitalij Kokorin     | Pasquale Santoro      | Cristiano Mancini       |
| 1997      | Rinaldo Nocentini   |                       |                         |
| 1998      | Federico Morini     | Massimiliano Martella | Paolo Tiralongo         |
| 1999      | Francesco Mannucci  | Giacomo Cariulo       | Jamie Burrow            |
| 2000      | Lorenzo Bernucci    |                       |                         |
| 2001      | Gabriele Pacini     | Domenico Passuello    | Vladimiro Tarallo       |
| 2002      | Mario Russo         | Juri Alvisi           | Emanuele Marianeschi    |
| 2003      | Giovanni Visconti   | Domenico Pozzovivo    | Michele Scotto D'Abusco |
| 2004      | Giovanni Visconti   | Andrij Hrivko         | Micael Isidoro          |
| 2005      | Riccardo Riccò      | Eros Capecchi         | Vitalij Kondrut         |
| 2006      | Francesco Ginanni   | Dmytro Hrabovs'kyj    | Dario Cataldo           |
| 2007      | Konstantin Volik    | Anton Knjažev         | Aleksej Esin            |
| 2008      | Maksim Bel'kov      | Emanuele Vona         | Francesco Rivera        |
| 2009      | Antonino Parrinello | Henry Frusto          | Gianluca Randazzo       |
| 2010      | Matteo Di Serafino  | Kristian Sbaragli     | Gianluca Randazzo       |
| 2011      | Winner Anacona      | Mirko Tedeschi        | Luigi Miletta           |
| 2012      | Sjarhej Papok       | Marco Zamparella      | Nicola Testi            |
| 2013      | Luca Benedetti      | Evgenij Krivošeev     | Devid Tintori           |
| 2014      | Alex Turrin         | Simone Velasco        | Stanislaŭ Bažkoŭ        |
| 2015      | Matteo Natali       | Alex Turrin           | Luis Martínez Gómez     |
| 2016      | Alessandro Pessot   | Francesco Romano      | Niccolò Pacinotti       |
| 2017      | Davide Gabburo      | Nicholas Cianetti     | Paolo Baccio            |
| 2018      | Christian Scaroni   | Michele Corradini     | Andrea Innocenti        |
| 2019      | Andrea Bagioli      | Alessandro Covi       | Luigi Pietrini          |
| 2020      | Alex Tolio          | Michele Gazzoli       | Henok Mulubrhan         |
| 2021      | Michele Gazzoli     | Martin Marcellusi     | Filippo Magli           |
| 2022      | Magnus Henneberg    | Luca Cretti           | Fabio Garzi             |
| 2023      | Nicholas Tonioli    | Lev Gonov             | Egor Igošev             |